# جيف روجرز
جيف روجرز (بالإنجليزية: Jeff Rogers)‏ (5 ديسمبر 1964 بتوسان في الولايات المتحدة - ) هو مدرب كرة قدم ولاعب كرة قدم أمريكي في مركز الهجوم. لعب مع Colorado Foxes ‏ وأريزونا كندورز ‏ وميلواكي وايف وArizona Sandsharks ‏ وDenver Thunder ‏ وKansas City Attack ‏ وSalt Lake Sting ‏ وDallas Sidekicks (1984–2004) ‏.